# Hoquei
L'hoquei (IPA: [uˈkɛj]) és una família d'esports en la qual dos equips competeixen per portar una pilota o un disc amb un estic cap a la porteria que està defensada per l'equip contrari, amb l'objectiu de marcar gols. Hi ha diverses modalitats: hoquei sobre herba, hoquei sobre patins, hoquei sobre patins en línia, hoquei sobre gel, hoquei subaquàtic, hoquei pista o hoquei sala.

## Hoquei sobre herba

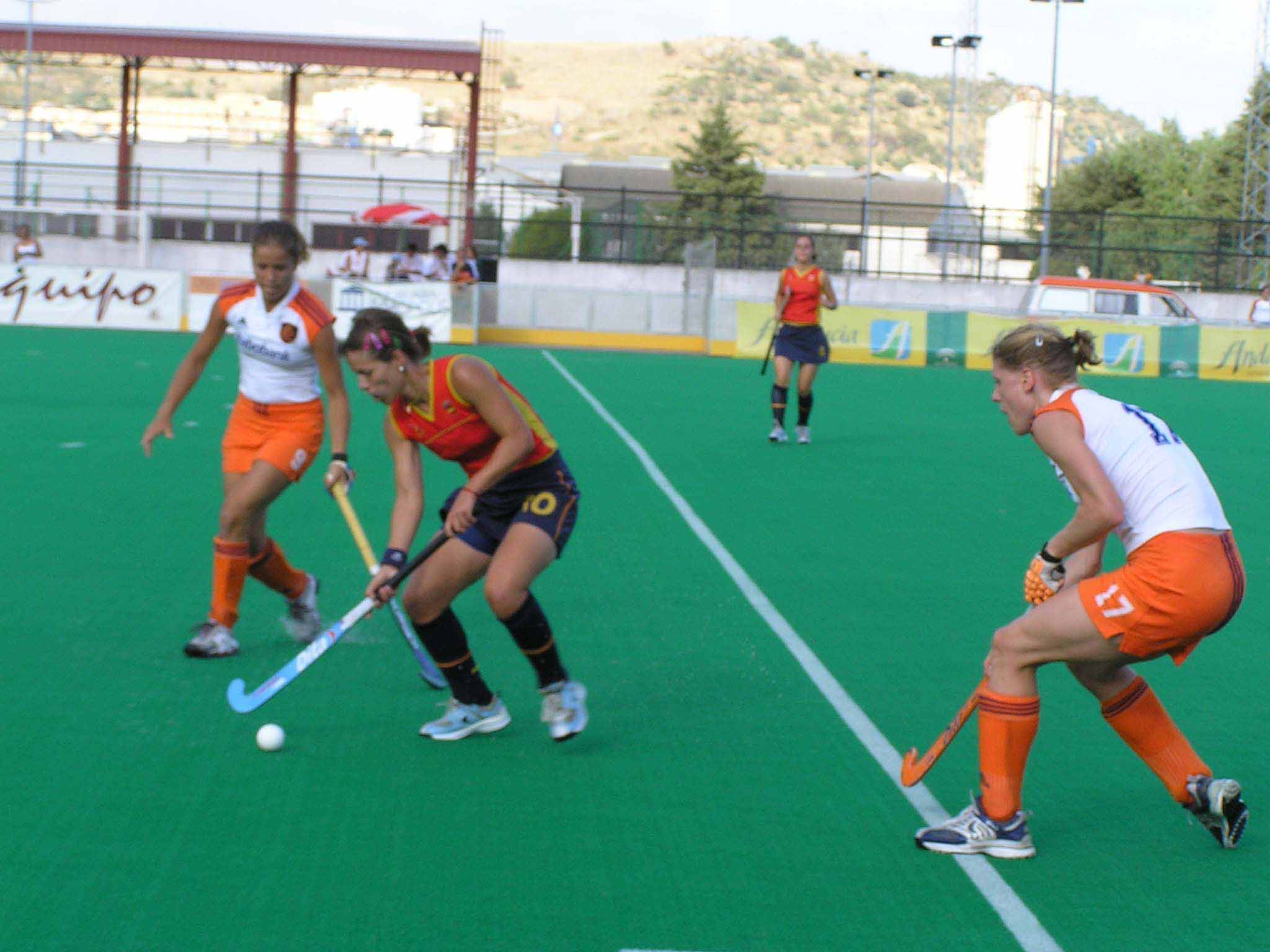
Hoquei sobre herba

Aquest esport es juga sobre herba natural o artificial sense patins de cap tipus, amb un estic, el qual posseeix una cara plana i una corba, amb una pilota de suro gairebé tou i les targetes de sanció: verd, groga, vermella i blanca.
La targeta verda sol utilitzar-se principalment com una advertència i atenint-se a les noves regles de la FIH comporta 2 minuts d'expulsió. La groga obliga al jugador amonestat a sortir del camp de joc per un temps determinat per l'àrbitre que el sancioni, que pot ser d'entre 5 o 10 minuts si és per falta greu i el que quedés de temps de partit. Aquest jugador, mentre estigui amonestat, no pot parlar amb els àrbitres ni amb els altres jugadors. La targeta groga s'utilitza quan un jugador que ja tingués verd reiterés la comissió de la falta que li va causar la seva primera amonestació, o bé, quan, no tenint-la, cometés una falta greu, però no prou per a merèixer una targeta rosa, la qual l'expulsaria. Segons les noves regles dues grogues comporten una rosa igual que l'esgrima. I la blanca es fa servir per senyalar faltes o penals.
El camp té una llargada de 100 iardes (91,44 m) i una amplada de 60 iardes (54,86 m). El llarg del camp està dividit en 4 quarts. A les zones dels extrems es troben les àrees de cada equip, que tenen forma de semicercle amb un radi aproximat de 14 metres. A més existeix una zona marcada amb una línia discontínua a 5 iardes (4,57 m) fora de l'àrea. Quan hi ha una falta en atac en aquesta zona (entre línia discontínua i
àrea), tots els jugadors tant atacants com defensors han de situar-se almenys a 5 iardes de la zona d'execució de la falta. Fora d'aquesta zona només l'equip defensor ha de situar-se a almenys 5 iardes de distància. Les faltes intencionals dins l'àrea i les faltes que eviten directament un
gol, són sancionades amb un penal (Penalty Stroke). Les faltes dins de l'àrea no intencionals i les faltes intencionals dins la zona de 25 iardes (quarts extrems) seran sancionades amb un córner curt (Penalty Corner). En aquesta jugada participen 5 jugadors de l'equip defensor, i els jugadors necessaris de l'equip atacant.

## Hoquei sobre patins

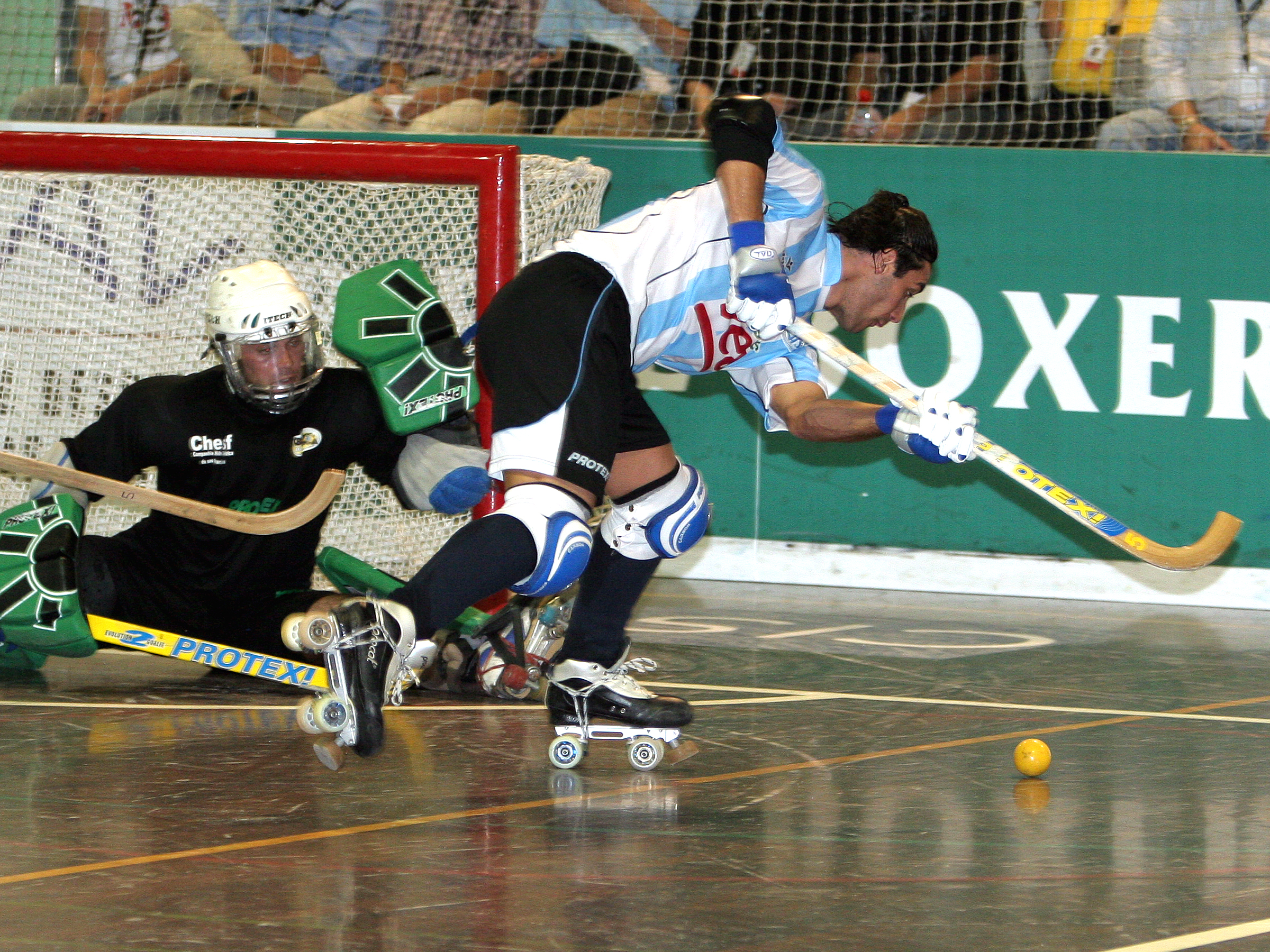
Hoquei sobre patins

L'hoquei sobre patins o hoquei patí és un esport que es disputa entre dos equips de cinc jugadors (quatre jugadors de pista i un porter), amb dues porteries, en una pista tancada per una tanca amb les cantonades arrodonides o amb forma de bec. Els jugadors es desplacen gràcies a uns patins de quatre rodes amb un fre (paral·leles) i utilitzen un estic o pal de fusta amb forma corba per conduir una pilota de cautxú amb suro comprimit, l'objectiu és fer gol a l'altre porteria.
El 1924 es crea la Federació Internacional de Patinatge, que regula tant aquest esport com el patinatge artístic, el patinatge de velocitat i l'hoquei en línia. Els països fundadors van ser Anglaterra, Suïssa, Alemanya i França. El primer campionat mundial es va realitzar en 1926.
Si bé a finals del segle xix ja s'havia expandit la seva pràctica per gairebé tot Europa continental, en les primeres dècades del segle xx es comença a practicar a llatinoamericà. A Espanya, va arribar el primer equip que es va federar, el dia 3 de setembre de 1936, va anar a la Federació Catalana de patinatge, l'equip d'un petit poble al sud del Vallès Occidental, a Cerdanyola del Vallès (Barcelona), l'equip Cerdanyola CH. La pista de joc té forma de rectangle, i ha de presentar unes dimensions proporcionades, en què l'extensió longitudinal ha de correspondre al doble de l'amplada, i els límits són els següents: Mínima -36 x 18 metres-, eStandard -40 x 20 metres-, Màxima -44 x 22 metres-. La senyalització de la "línia de porteria" està localitzada en el sentit paral·lel a cada tanca de topall de la pista de joc, i podent tenir una distància mínima variable de 2,70 metres, i màxima de 3,30 metres, de la referida tanca.
La senyalització de la "línia de penal " està localitzada en el sentit paral·lel a la - línia de porteria - i distanciada d'aquesta 5,40 
metres. En la meitat de l'extensió longitudinal d'aquesta línia, i coincidint amb l'eix imaginari de l'amplada de la pista de joc, està assenyalada 
sobre la línia, al local de la marcació de " penal ".
Designada com "línia límit de penalitat " la marcació d'una línia paral·lela a la - línia de porteria - distanciada d'aquesta, en el sentit frontal,0.50 metres, i amb una extensió longitudinal d'1,84 metres, havent la meitat d'aquesta mesura coincidir amb l'eix imaginari de la mesura de l'amplada de la pista de joc.
Es designa per "àrea de protecció del porter ", la marcació efectuada en semicercle en la part frontal de la porteria - línia de porteria - 
assenyalada a traços (0,10 / 0,05 / 0,10) metres, amb l'eix a partir del centre de la localització de la porteria i extrems del cercle acabant en la intercepció amb els pals del marc.
L'àrea del semicercle està configurada amb base en les distàncies determinades d'1,50 metres, entre la línia de porteria i l'extrem del semicercle 
frontal a la porteria i coincident amb l'eix imaginari de l'amplada de la pista de joc, i els extrems del mateix en la intercepció amb la línia de porteria, havent de situar a 1 metre dels pals, de la dreta i esquerra de la porteria. La línia de marcatge del - semicercle -està dibuixada amb base en l'eix del centre de la porteria, que ha de coincidir amb l'eix imaginari de l'amplada de la pista de joc, sent el centre del radi per construcció 
de l'arc del semicercle marcat a 1,987 metres - 1,50 + 0,487 metres.
La indicació, en cada mitja pista, del " punt C ", destinat només a la marcació de cops lliures directes, està localitzada en la pista de joc a
2,00 (dos) metres, del punt de penal, en la mateixa direcció. La marcació en la pista de joc està feta amb un cercle de 10 centímetres de diàmetre.
Extensió de l'estic, mesurat del costat exterior de la seva curvatura:
a) Extensió màxima 115 cm.
b) Extensió mínima 90 cm.
Tots els estics han de poder passar per un cèrcol de 5 centímetres de diàmetre.
El pes de cada estic no podrà excedir els 500 grams.
L'estic, inclòs el del porter, ha d'estar fet de fusta, plàstic o un altre material. Ha de tenir l'aprovació prèvia del Comitè Internacional de Rink-Hoquei-CIRH.
Cap estic, pot estar fet de metall o qualsevol reforç metàl·lic. Està autoritzada la col·locació d'una cinta publicitària adhesiva, a partir de la part superior de la seva curvatura.
La part inferior de l'estic (també anomenada " pala") haurà de tenir ambdós costats completament plans.
La pilota de joc ha de pesar 155 grams, havent de ser perfectament esfèrica, amb un perímetre de 23 centímetres.
La pilota haurà de tenir un únic color predominant, podent aquest ser variable (de preferència negre o taronja), el qual haurà de contrastar amb: El color de terra de la pista de joc. El color de les línies de marcatge de la pista de joc. El color dels taulons existents en la pista de joc .

## Hoquei sobre gel

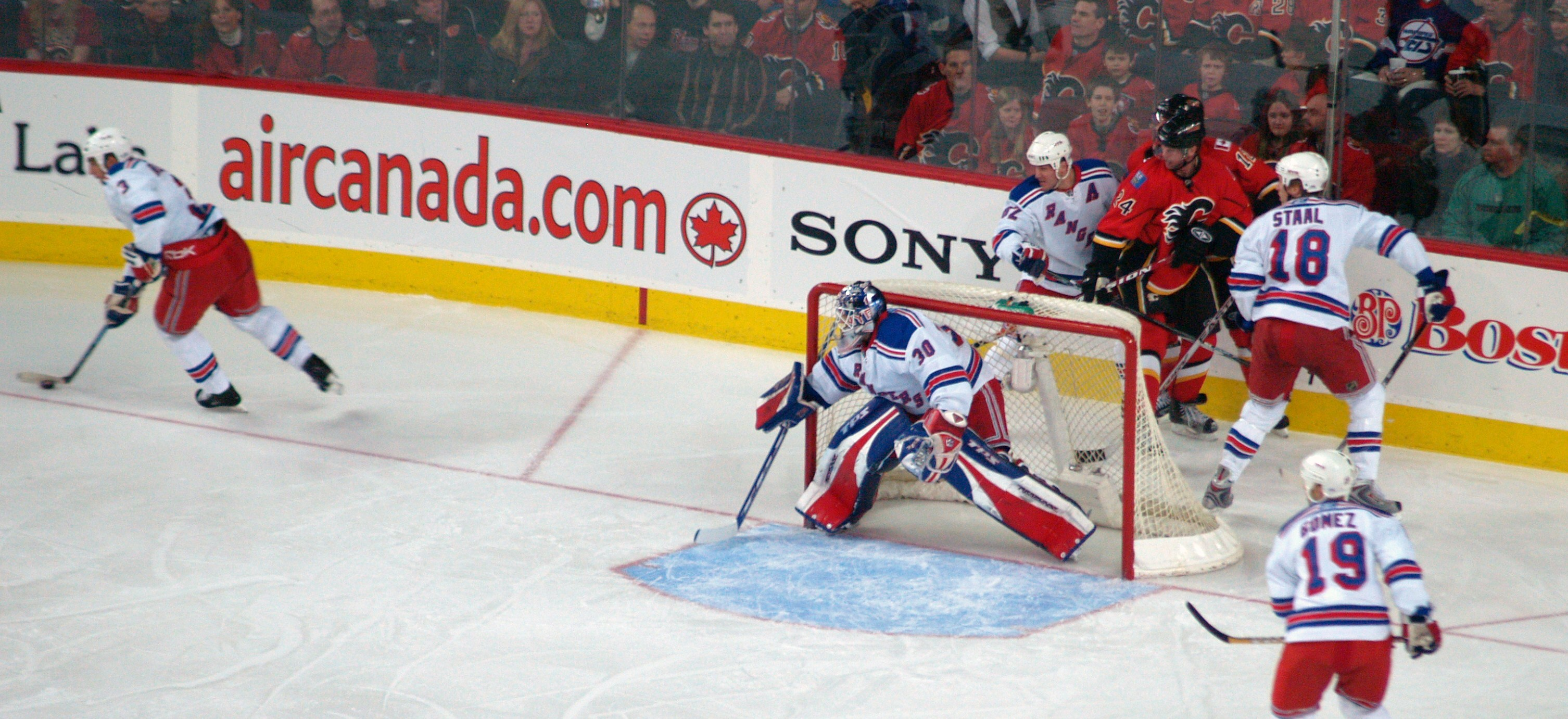
Hoquei sobre gel

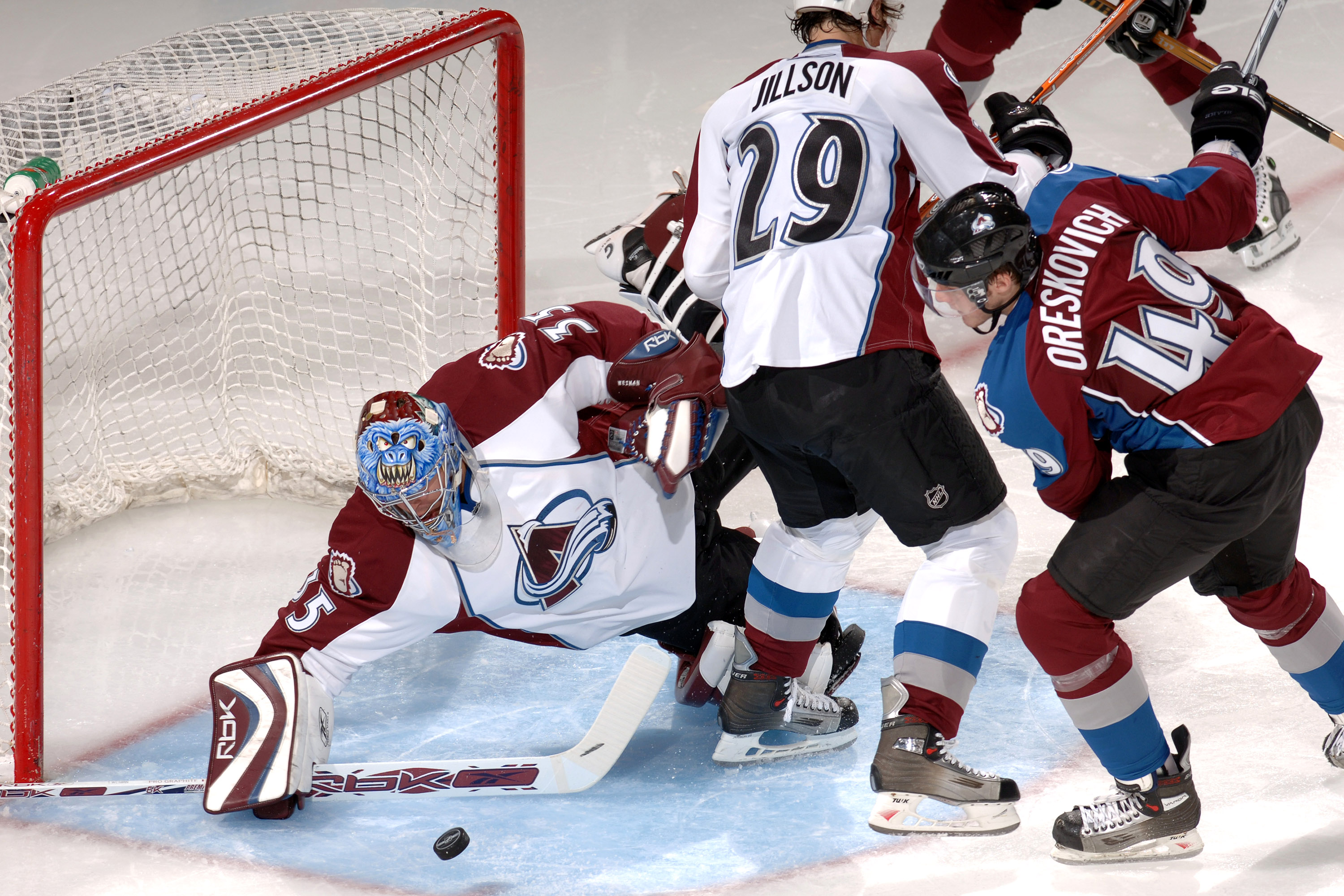
Un porter (goalie) tracta d'efectuar una parada.

Jugat sobre aquest terreny amb un disc de cautxú dur (anomenat puck en anglès i Rondelle en francès) amb l'ajuda de patins amb fulles per al gel.
Els jugadors poden controlar el disc usant un bastó llarg amb una làmina corbada en un extrem (pal), podent colpejar el disc amb el peu, excepte per a ficar gol. Si el disc està en l'aire, els jugadors poden tocar el disc amb la mà oberta per situar-la a terra.
Normalment es juga amb un porter i cinc jugadors de camp: dos defensors (defensemen), dos alers (right wing i left wing), i un central (quarterbag). El porter utilitza equip protector especial i es col·loca enfront de la xarxa, estant-permès immobilitzar el disc amb les seves mans, bastó, o el cos. El porter també pot utilitzar els seus glutis per impedir un gol.
L'hoquei sobre gel, és un esport d'equip, olímpic d'hivern. Es juga en una pista de gel (rink) entre dos equips, on, tant els jugadors com els àrbitres usen patins de gel (skates). Els jugadors es mouen patinant sobre el gel, arribant a assolir elevades velocitats, el que converteix l'esport en un esport molt ràpid i espectacular. Usen pals (sticks) per a moure i passar-se un disc puck. Conegut en espanyol com disc o pastilla, el puck és l'element fonamental de diversos esports, sent el més conegut l'hoquei sobre gel. S'empra copejant mitjançant el pal, amb l'objectiu d'introduir a la porteria contrària.
El disc està fabricat de cautxú vulcanitzat i té un gruix de 2,54 cm. (una polzada) i 7,62 cm de diàmetre (tres polzades). El seu pes varia entre 156 i 170 grams (5,5 a 6 unces).
L'objectiu és situar el disc en la porteria de l'equip contrari (marcar gols). L'equip que ha marcat més gols al final del partit en resulta vencedor.
El disc d'hoquei sobre gel va ser creat el 1877 per William F. Robertson, tallant una pilota dues vegades, per evitar l'incessant rebot que una bola esfèrica ocasionava, sortint en nombroses ocasions disparada cap al públic.
La màxima velocitat registrada per un tret d'un disc d'hoquei va ser de 170 quilòmetres per hora (105,4 mph) .1 
La cadena de televisió Fox, per tal de fer que els partits de la NHL fossin més senzills de seguir per la televisió, va inventar l'anomenat FoxTrax un puck que incloïa LEDs en la seva fabricació.
La NHL, la lliga professional nord-americana, no va exigir la regularització en la seva fabricació fins a la temporada 1990-91, encara que les seves dimensions i el seu pes van ser estandarditzats mig segle abans, el 1940, per mitjà d'Art Ross.2
L'hoquei gel sorgí al Canadà a imitació de l'hoquei herba. Els primers partits es disputaren de caràcter informal a rius i llacs gelats de Kingston, Ontario, Halifax o Nova Escòcia per soldats anglesos. En aquest país ha esdevingut l'esport nacional i és un dels grans dominadors internacionals. També és un esport molt practicat als Estats Units, Suècia, Rússia, República Txeca i Finlàndia.
Variants del disc s'utilitzen en altres esports a part de l'hoquei sobre gel. És el cas de l'hoquei subaquàtic, la diferència fonamental amb el de l'hoquei convencional és que porta un nucli de plom d'aproximadament un quilo i mig, per facilitar el seu desplaçament sota l'aigua, estant recobert de tefló o un altre material plàstic.
També s'utilitzen objectes similars en els jocs del teix o l'hoquei d'aire.
El primer partit indoor es va disputar el 1877 a Mont-real, per estudiants de la Universitat McGill que, a més, van definir les primeres regles per a aquest esport. Inicialment s'usava una bola de cautxú que posteriorment fou substituïda per un disc. Els equips els formaven nou jugadors de camp més els reserves. Durant la dècada de 1880 es crearen molts clubs al llarg i ample del país. L'any 1898, el governador general del Canadà, Lord Stanley of Preston, decidí crear un trofeu que portà el seu nom. D'aquesta manera sorgí l'Stanley Cup, que fou atorgada al millor equip canadenc de la temporada i que actualment és atorgada al campió de la LNH. Als Estats Units, els primers partits d'hoquei es disputaren pels volts de 1895.

## Hoquei subaquàtic

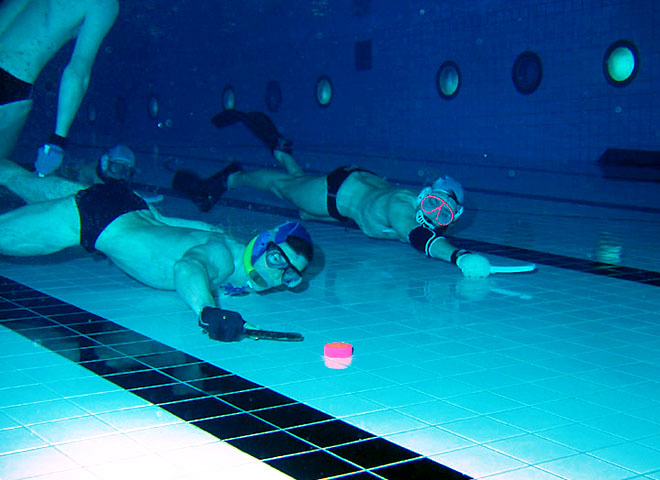
Hoquei subaquàtic

L'hoquei subaquàtic és un esport, variant de l'hoquei, que es juga en dos equips, cada un 6 jugadors en una piscina profunda, l'objectiu és anotar un gol a la porteria de l'equip contrari. Els jugadors estan equipats d'un estic, ulleres, snorkel, guants de protecció i aletes. És un esport en el qual cal estratègia i habilitat tant física com mental, a més de saber nedar amb precisió en apnea.
Hi ha tres àrbitres durant un partit, dos àrbitres "aquàtics" que estan a dins de l'aigua i un àrbitre "principal"
que es troba fora de la piscina. Normalment els àrbitres aquàtics porten una samarreta i un casquet de diferent color per identificar-se.
Els àrbitres aquàtics s'encarreguen de marcar els gols i xiular les faltes, mentre que el principal respon als seus senyals i de la 
comunicació amb la taula d'anotació.

## Hoquei sala

Pictograma de l'hoquei sala

L'hoquei sala és un esport que enfronta a dos equips de sis jugadors amb dues porteries amb xarxes (una a cada costat del camp) i en el qual els jugadors utilitzen un estic o pal de fusta amb forma corba per conduir una pilota de cautxú, per tal d'introduir a la porteria del rival. La durada d'un partit és de dos períodes de 20 minuts cadascun, amb un descans intermedi de 10 minuts. No obstant això, les federacions nacionals poden variar la durada dels partits en competicions sota la seva jurisdicció.
Es va començar a practicar als principis del segle xx.
Durant els primers anys es practicava de moltes maneres: es jugava 
sobre fusta, ciment o formigó, i amb porteries de mides diferents. Amb 
el temps, la Federació Internacional d'Hoquei va unificar les regles i 
es van començar a jugar lligues i campionats tant masculins com 
femenins.
- Les mides del terreny de joc són de 20X40 metres.
- Els partits estan formats per dues parts de vint minuts.
- Són cinc jugadors al camp i un porter.
- L'objectiu és marcar a l'equip contrari amb l'ajuda de l'estic, guanyant l'equip que fa més punts.

- Es pot tocar la bola, només amb l'estic, però en el cas del porter també amb els peus i altres parts del cos.
- No es pot elevar la bola, excepte en el xut a porteria.
- Per fer gol cal llançar la pilota des de dins de l'àrea.
- No es pot llançar l'estic.
- Les faltes voluntàries comeses fora de l'àrea pròpia se sancionen amb un penalty corner.
- Les faltes voluntàries comeses dins de l'àrea pròpia se sancionen amb un penalty strok.

## Hoquei sobre patins en línia
L'hoquei sobre patins en línia o hoquei línia és un esport d'equip que es juga en pistes de ciment o lloseta, de forma anàloga a les d'hoquei sobre
gel, però més petites. Els jugadors usen patins en línia de quatre rodes consecutives. Poden aconseguir velocitats significatives. Va néixer de la idea de seguir practicant l'hoquei gel a l'estiu, a causa de la falta de gel en aquesta època de l'any. Per tant, guarda moltes similituds amb l'hoquei sobre gel.
Diferències respecte a l'hoquei sobre patins tradicional o hoquei patí.
- Es permet el contacte durant el joc. En l'hoquei sobre patins tradicional està totalment prohibit.
- S'usa puck / disc, en hoquei sobre patins tradicional és una pilota de plàstic buida. Això fa un joc totalment diferent i incompatible.
- L'estic acaba en una forma allargada i corba, exactament igual que en hoquei gel. No obstant això en hoquei sobre patins tradicional acaba en una forma curta i arrodonida adaptada per al control d'una pilota.
- Les proteccions són molt superiors. Un jugador d'hoquei línia ben equipat normalment té més proteccions que un porter d'hoquei sobre patins tradicional.
- La pista és equivalent. És habitual que comparteixi la mateixa pista per a tots dos esports.

L'objectiu del joc és anotar gols a la porteria contrària, jugant un disc de plàstic de 2,5 cm de gruix i 10 de diàmetre, i d'uns 100 g de pes anomenat puck / disc. Un gol s'obté quan el puck / disc entra completament en una de les porteries situades en els extrems oposats de la pista. Els jugadors poden controlar el puck / disc usant un estic (pal llarg amb una prolongació amb lleu corba). Els jugadors poden també tornar a dirigir o copejar el puck / disc amb el patí (però no ficar gol amb el patí, excepte en pròpia porta o de forma no intencionada) o jugar el puck / disc amb la mà (sense apuntar). Segons que categoria sigui es juga diferents períodes: Pre - Benjamí es juga 3 parts de 8 minuts. Benjamí es juga dues 3 parts de 10 minuts. Aleví es juga 2 parts de 15 minuts.
Infantil / Juvenil / Júnior / Sèniores juga 2 parts de 20 minuts. Cada equip té dret a un temps mort d'un minut per cada un dels dos períodes. En el cas de la Lliga Elit a Espanya, són dues parts de 25 minuts. En cas de ser una eliminatòria, si transcorreguts els dos temps el partit estigués en empat, s'ha de jugar, igual que en molts altres esports, una pròrroga, seguida de tandes de penals si no s'anota al llarg de la pròrroga. Cal afegir que sempre aquesta pròrroga es juga amb gol d'or / mort sobtada. Els equips s'organitzen en línies de quatre (4) jugadors, tenint un equip al voltant de tres línies o, cosa que és equivalent, 12 jugadors. Normalment la línia 1 és la més important. És un esport molt exigent, de manera que els canvis es realitzen cada dos (2) minuts. Quan hi ha un canvi, la línia sencera canvia i entra a jugar la següent. Tot i que sembla, el porter és una peça clau en l'equip, havent de mantenir la concentració en tot moment i la confiança en si mateix. Cada equip podrà incorporar obligatòriament un mínim de sis (6)jugadors de camp i dos (2) porters, i un màxim de catorze (14). jugadors de camp i obligatòriament dos (2) porters (no 15 jugadors i 1 porter). En pista hi haurà quatre (4) jugadors més el porter, pot substituir aquest últim per un altre jugador, passant a tenir cinc (5) jugadors.

## Equipament o proteccions del jugador
Tots els jugadors han de portar obligatòriament cascs HECC / CSA d'un mateix color, homologats, amb una corretja a la barbeta degudament cordada. La
protecció completa de la cara (plàstica o metàl·lica) ha d'estar subjectada al casc per tots els jugadors de 19 anys o menors. Aquest reglament s'aplica tant a homes com a dones. Els jugadors majors de 19 anys tenen l'opció d'usar aquesta protecció. El jugador corre el seu propi risc, per no fer servir protecció facial. Tots els porters estan obligats a portar caretes aprovades. Tots els jugadors han de portar guants d'hoquei aprovats. Tots els jugadors han de portar canyelleres i colzeres. Els jugadors de sexe masculí han de portar una conquilla (copa) protectora durant el partit. La protecció bucal és opcional per als jugadors d'edat corresponent a la categoria Sèniors, però és obligatori la resta de categories. De totes maneres és recomanable l'ús dels mateixos per a tots els jugadors. Els que utilitzin ulleres, hauran d'utilitzar-les de plàstic i no de vidre. El porter, amb l'excepció dels patins i l'estic, tot l'equip del porter ha d'estar fet per protegir únicament el cap i el cos. No ha d'incloure cap peça o artefacte que pugui donar-li una ajuda indeguda en les seves funcions com a porter per defensar la porteria.
NOTA"La xarxa de cordons o cintes o qualsevol altre material que uneix el polze amb l'índex del guant del porter no han d'excedir de la quantitat mínima necessària per omplir el buit entre els dits polze i índex completament estesos i separats. "Els coixinets protectors del dors o dels guants del porter no han d'excedir els 20 cm d'ample i els 40 cm de llarg. Defenses de l'abdomen que s'estenguin al llarg de les cuixes o per fora dels pantalons estan prohibides. Quan els coixinets del porter són noves, no han d'excedir de 30 cm d'ample, mesures posades, no podent ser alterades de cap manera. Tot l'equip, amb excepció del puck i els patins, serà el reglamentari per a hoquei.

### Manteniment dels pals d'hoquei
Després d'un partit o un entrenament és fonamental que el pal s'assequi de manera natural, és a dir verticalment amb la seva part inferior en una habitació allunyada de les fonts de calor artificials. No és convenient que el pal romangui en la funda, bagul del cotxe, etc., ja que això deteriora la fusta produint escamació, principalment en els pals laminats. L'aigua és el principal enemic dels pals, ja que altera les propietats de la fusta. Amb prou feines es nota que els reforços que contraresten el desgast prematur van desapareixent deixant la fusta al descobert, deuen ràpidament prendre la decisió de manar a renovar aquestes proteccions, ja que això escurça enormement la vida útil del pal. Existeixen diferents materials com l'Epoxy (plàstics) que disminueixen el desgast de la pipa o “banana” del pal que venen inserits a manera d'integració de les làmines en algunes marques de pals. És important col·locar cinta en la faixa del pal a l'efecte de limitar el desgast que genera una superfície com la gespa sintètica.

### Trencaments
En general, els pals de l'hoquei són extremadament forts i confiables, tenint en compte les característiques del joc. Si el pal té un defecte inherent, això es notarà amb prou feines es comenci a usar-lo (primers 30 dies). En aquests casos no hi ha dubtes que el pal estava malament. Un altre aspecte a tenir en compte és quan es nota que en fer un cop canvia el so del pal segons el cop, (fa un soroll menys compacte) podem estar en presència d'una fissura.